# Приче испод змајевих крила
Приче испод змајевих крила је збирка приповедака за децу аутора Бранка Ћопића из 1950. године. Писац, кроз приче, ствара бајку и преко ње се обраћа својим читаоцима. Деца маштају о авантурама, чудима и фантастичним бићима. 
Јунаци у овој књизи говоре истим језиком, разумеју се и дечак и змај, и пас Шаров у Псећем чаробном селу и Месец који деци враћа осмех на лице и тако редом. Сваки од њих има своју радост и своју бригу, али се међусобно уважавају и траже своје место под сунцем. Наивност живота у књизи спаја дечију душу са сопственим светом реалности и маште.